# Mătăsari
Mătăsari là một xã thuộc hạt Gorj, România. Dân số thời điểm năm 2002 là 5490 người.